# Andrea Doria (Schiff, 1916)
Die Andrea Doria (benannt nach dem genuesischen Admiral Andrea Doria) war ein italienisches Schlachtschiff der Caio-Duilio-Klasse, das am 30. März 1913 vom Stapel lief. Die Andrea Doria kämpfte im Ersten Weltkrieg und wurde 1937–40 umgebaut, danach wurde sie auch im Zweiten Weltkrieg eingesetzt. Bis 1956 stand sie im aktiven Militärdienst, bis 1958 wurde sie als ziviles Schiff genutzt.

## Technische Daten
- Typ: Schlachtschiff (Dreadnought)
- Besatzung: 1198 Mann
- Verdrängung: 26.115 Tonnen
- Länge: 176 m
- Breite: 28 m

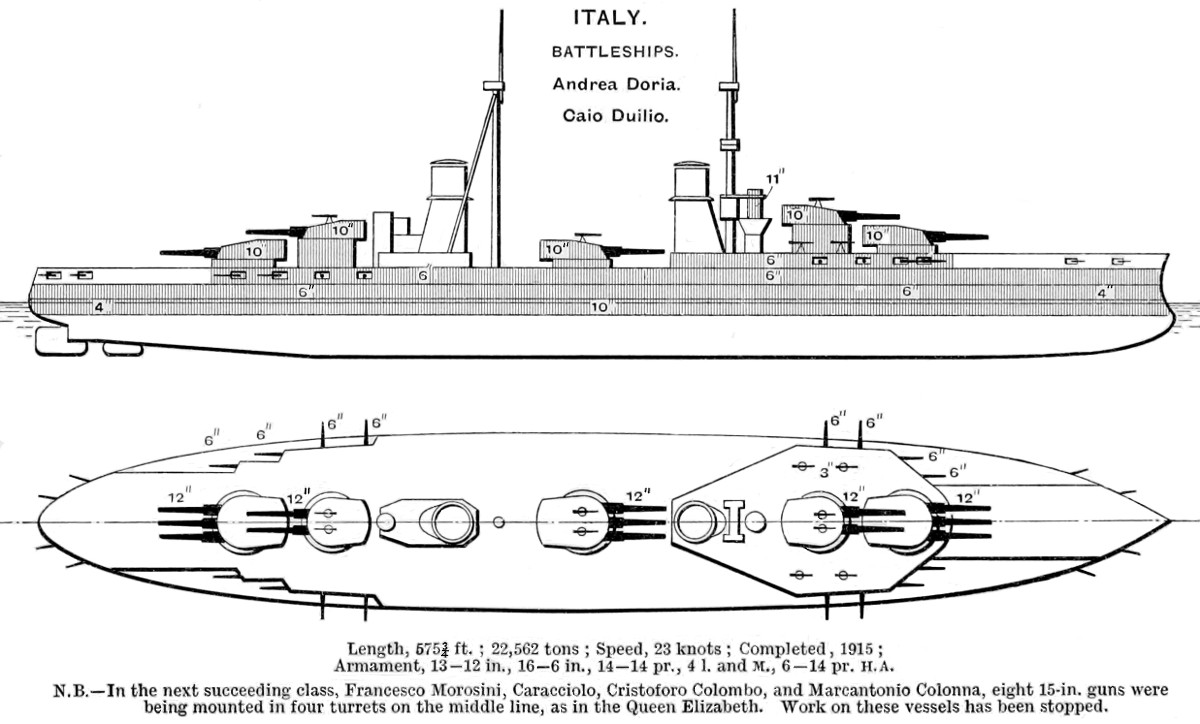
Decksplan der Andrea Doria 1923

- Reichweite: ca. 4800 NM (8780 km) bei 10 Knoten Geschwindigkeit (vor dem Umbau)
- Bewaffnung: 13 304-mm-Geschütze, 16 152-mm-Geschütze (vor dem Umbau)
- Antrieb: 2 Turbinen, 2 Wellen
- Höchstgeschwindigkeit: 21,5 Knoten (vor dem Umbau); 27 Knoten (nach dem Umbau)

## Erster Weltkrieg
Im Ersten Weltkrieg wurde die Andrea Doria kaum zu offensiven Operationen eingeteilt. Sie übernahm defensive Aufgaben.
Später wurde sie nach Taranto verlegt, wo sie vor österreichischen Luftangriffen sicher war.
Ihre Missionen fanden großteils in der südlichen Adria statt.
Nach dem Ersten Weltkrieg unterstützte sie die alliierte Streitmacht, die 1919 im Süden Russlands auf Seiten der Loyalisten im Russischen Bürgerkrieg kämpfte.

## Umbau
1937–1940 wurde sie mit ihrem Schwesterschiff Caio Duilio umgebaut. 
Der mittlere schwere Geschützturm wurde entfernt, um Platz für eine modernere Maschinenanlage zu schaffen. Dies führte zu einer Geschwindigkeitssteigerung von 21,5 Knoten auf 27 Knoten. Die Türme und der Maschinenraum wurden besser gepanzert. Die verbliebenen 10 305-mm-Geschütze wurden auf 320 mm aufgebohrt. Auch die Sekundärbewaffnung wurde ausgewechselt. Außerdem wurde das Pugliese-Torpedoverteidigungssystem eingebaut.
Nach dem Umbau stellte sie fast ein neues Schiff dar.

## Zweiter Weltkrieg
Im Zweiten Weltkrieg nahm die Andrea Doria an den Konvoikämpfen teil und kämpfte unter anderem im Ersten Seegefecht im Golf von Syrte. Ab 1942 wurde sie in die Reserve eingeteilt und 1943 den Briten auf Malta übergeben. Nach dem Zweiten Weltkrieg verblieben die Andrea Doria und ihr Schwesterschiff Caio Duilio bis 1956 im Dienst der italienischen Marine, danach wurden sie verschrottet.